# II. třída okresu Přerov 2003/2004
V soubojích fotbalové II. třídy okresu Přerov 2003/2004, jedné ze skupin 8. nejvyšší fotbalové soutěže, se utkalo 14 týmů dvoukolovým systémem podzim – jaro. Tento ročník skončil v červnu 2004. Postup do I. B třídy Olomouckého kraje 2004/2005 si zajistil vítězný tým FK mládeže Přerov, do III. třídy okresu Přerov 2004/2005 sestoupily poslední tři týmy SK Sokol Lobodice, SK Bochoř a Pozemní stavby Přerov. 

## Výsledná tabulka
| Poř. | Tým                          | Z  | V  | R | P  | VG | OG  | B  |
| ---- | ---------------------------- | -- | -- | - | -- | -- | --- | -- |
| 1.   | FK mládeže Přerov            | 26 | 19 | 2 | 5  | 64 | 31  | 59 |
| 2.   | TJ Sokol Pavlovice u Přerova | 26 | 16 | 7 | 3  | 54 | 20  | 55 |
| 3.   | TJ Sokol Lazníky             | 26 | 15 | 3 | 8  | 70 | 43  | 48 |
| 4.   | TJ Sokol Čekyně              | 26 | 14 | 3 | 9  | 54 | 32  | 45 |
| 5.   | TJ Sokol Domaželice          | 26 | 13 | 2 | 11 | 71 | 47  | 41 |
| 6.   | Sokol Prosenice              | 26 | 12 | 4 | 10 | 41 | 49  | 40 |
| 7.   | TJ Haná Měrovice             | 26 | 11 | 6 | 9  | 60 | 45  | 39 |
| 8.   | Sokol Želatovice „B“         | 26 | 11 | 2 | 13 | 48 | 53  | 35 |
| 9.   | TJ Sokol Kovalovice          | 26 | 11 | 2 | 13 | 44 | 54  | 35 |
| 10.  | TJ Sokol Soběchleby          | 26 | 10 | 4 | 12 | 49 | 36  | 34 |
| 11.  | TJ Sokol Tovačov             | 26 | 8  | 7 | 11 | 32 | 35  | 31 |
| 12.  | SK Sokol Lobodice            | 26 | 9  | 3 | 14 | 38 | 54  | 30 |
| 13.  | SK Bochoř                    | 26 | 6  | 4 | 14 | 36 | 61  | 22 |
| 14.  | Pozemní stavby Přerov        | 26 | 2  | 1 | 23 | 20 | 121 | 7  |

Poznámky:
- Z = Odehrané zápasy; V = Vítězství; R = Remízy; P = Prohry; VG = Vstřelené góly; OG = Obdržené góly; B = Body; (S) = Mužstvo sestoupivší z vyšší soutěže; (N) = Mužstvo postoupivší z nižší soutěže (nováček)

|  | Postup do I. B třídy Olomouckého kraje 2004/2005 |
|  | Postup do III. třídy okresu Přerov 2004/2005     |